# Fraga
Fraga är en kommun i Spanien. Den ligger i provinsen Provincia de Huesca och regionen Aragonien, i den östra delen av landet, 300 km öster om huvudstaden Madrid. Antalet invånare är 14 655.